# Luciano Ciancola
Luciano Ciancola (Roma, 22 d'octubre de 1929 - Ardea, 25 de novembre de 2011) va ser un ciclista italià, que fou professional entre 1953 i 1960. Com amateur, va guanyar el Campionat del món en ruta.

## Palmarès
- 1950
  - 1r al Giro de Campània
- 1952
  -  Campió del món amateur en ruta
  - 1r al Gran Premi Ciutat de Camaiore
  - 1r a la Coppa Caivano
- 1953
  - Vencedor d'una etapa al Tour of Britain
- 1956
  - Vencedor d'una etapa del Giro de Sicília
- 1960
  - Vencedor d'una etapa del Giro de Sicília

### Resultats al Giro d'Itàlia
- 1954. 61è de la classificació general
- 1955. 82è de la classificació general
- 1960. 92è de la classificació general